# Hertha von Walther

Hertha von Walther um 1927 auf einer Fotografie von Alexander Binder

Hertha von Walther, gebürtig Hertha Fema Elfriede Stern und Walther von Monbary (* 12. Juni 1903 in Hildesheim; † 12. April 1987 in München), war eine deutsche Schauspielerin.

## Leben
Hertha Stern war die Tochter des späteren preußischen Generalmajors Arthur Stern und Walther von Monbary (1853–1917) und dessen Ehefrau Clara geb. Gabain. Ihr Vater, gebürtiger Stern-Gwiazdowski, stammte aus Polen und war der Adoptivsohn von Rudolf Walther von Monbary, ihre Mutter war ursprünglich Französin.
Mit 17 Jahren verließ sie das Internat in Wolfenbüttel und besuchte mit einem Stipendium die Schauspielschule Leipzig. Nach kleineren Rollen am dortigen Theater siedelte sie nach Berlin über und erhielt ein Engagement beim Theater am Zoo, später am Renaissance-Theater.
Hertha von Walther bekam bereits ab 1920 kleine Filmrollen. Im Jahr 1924 war sie eine junge Bergsteigerin in Der Berg des Schicksals. In dem Klassiker Die freudlose Gasse verkörperte sie eines der Opfer des von Werner Krauß gespielten Metzgers, das ihn später tötet. Auf den Rollentyp einer eher zwielichtigen Frau festgelegt, spielte sie in Fritz Langs Film Spione eine opiumsüchtige Dame, in M war sie eine Prostituierte.
Im Jahr 1935 heiratete sie den Regisseur Paul May, auf dessen Wunsch hin sie nicht mehr auftrat. Nach der Scheidung 1936 kehrte sie wieder zum Film zurück, erhielt aber nur noch unbedeutende Rollen. Während des Zweiten Weltkriegs nahm sie an Tourneen zur Truppenbetreuung in Frankreich, den Niederlanden und Russland teil. Versuche der Gestapo, sie als Agentin einzusetzen, entzog sie sich im Juni 1943 durch die Flucht aus Deutschland.
Sie gelangte nach Portugal und 1948 nach Brasilien. Dort lebte sie mit ihrem zweiten Ehemann, dem russischen Geologen Alexander Scherbina, in einer abgelegenen Minenregion. An den Deutschen Kammerspielen in Rio de Janeiro spielte sie auch wieder Theater. 1960 kehrte Hertha von Walther allein nach Deutschland zurück. Sie ging auf Tournee und gastierte an verschiedenen Bühnen. Auch in einigen Filmen erhielt sie noch einmal kleine Rollen, darunter in der ersten Folge des Schulmädchen-Reports.

## Filmografie
- 1921: Julot, der Apache
- 1922: Herzog Ferrantes Ende
- 1922: Am Rande der Großstadt
- 1924: Der Berg des Schicksals
- 1925: Die freudlose Gasse
- 1925: Frauen, die man oft nicht grüßt
- 1926: Geheimnisse einer Seele
- 1926: Faust – eine deutsche Volkssage
- 1926: Das Geheimnis von St. Pauli
- 1926: Die Flucht in die Nacht
- 1926: Der Herr des Todes
- 1926: Das war in Heidelberg in blauer Sommernacht
- 1926: Nur eine Tänzerin
- 1927: Jugendrausch
- 1927: Svengali
- 1927: Der Geisterzug
- 1927: Die Weber
- 1927: Die Liebe der Jeanne Ney
- 1927: Dr. Bessels Verwandlung
- 1927: Doña Juana
- 1928: Ledige Mütter
- 1928: Spione
- 1928: Charlott etwas verrückt
- 1928: Abwege
- 1928: Mann gegen Mann
- 1928: Haus Nummer 17
- 1928: Das Geständnis der Drei
- 1928: Das Gesetz der schwarzen Berge
- 1929: Möblierte Zimmer
- 1929: Die Ehe
- 1929: Vererbte Triebe
- 1929: Die Schleiertänzerin
- 1930: Das Donkosakenlied
- 1930: Der Tiger
- 1930: Der Schuß im Tonfilmatelier
- 1930: Der Greifer
- 1931: Der Weg nach Rio
- 1931: M
- 1931: Die Koffer des Herrn O.F.
- 1932: Das erste Recht des Kindes
- 1932: Tannenberg
- 1933: Das Blumenmädchen vom Grand-Hotel
- 1934: So endete eine Liebe
- 1937: Der Tiger von Eschnapur
- 1938: Sergeant Berry
- 1938: Die Nacht der Entscheidung
- 1939: Ich verweigere die Aussage
- 1940: Unser kleiner Junge
- 1942: Stimme des Herzens
- 1943: Wildvogel
- 1958: Küsse, die töten
- 1963: Das Kriminalmuseum (Serie) – Die Fotokopie
- 1966: Wilder Reiter GmbH
- 1967: Das Kriminalmuseum (Serie) – Die Reisetasche
- 1970: Jonathan
- 1970: Schulmädchen-Report: Was Eltern nicht für möglich halten
- 1970: Engel, die ihre Flügel verbrennen
- 1976: Rosemaries Tochter
- 1977: Das Schlangenei
- 1978: Leidenschaftliche Blümchen